# Omega Carinae
Omega Carinae (ω Car) – gwiazda w gwiazdozbiorze Kila, znajdująca się w odległości około 342 lat świetlnych od Słońca.

## Charakterystyka
Jest to gorąca błękitna gwiazda należąca do typu widmowego B, sklasyfikowana jako olbrzym, ale będąca raczej podolbrzymem. Ma temperaturę 13 180 K i jest 1040 razy jaśniejsza od Słońca, co pozwala obliczyć, że jej promień jest 6,2 raza większy niż promień Słońca, a masa 4,8–5 razy większa niż masa Słońca. Rozpoczęła życie około 100 milionów lat temu, w przyszłości zakończy je odrzuciwszy otoczkę, jako biały karzeł o masie 0,85 M☉. Jest to szybko rotująca gwiazda zmienna typu Gamma Cassiopeiae, otoczona przez pierścień materii. Gwiazda obraca się wokół osi z prędkością co najmniej 235 km/s, w czasie poniżej 1,2 dnia. Obserwacje dysku materii wokół gwiazdy sugerują, że jej oś jest nachylona pod kątem 65° do kierunku obserwacji, zatem rzeczywista prędkość obrotu jest równa 260 km/s, co stanowi 85% wartości, jaka rozerwałaby gwiazdę. Skutkuje to znacznym spłaszczeniem i przekłada się na nierównomierną temperaturę (gwiazda jest najgorętsza na biegunach, gdzie otoczka jądra jest cieńsza).

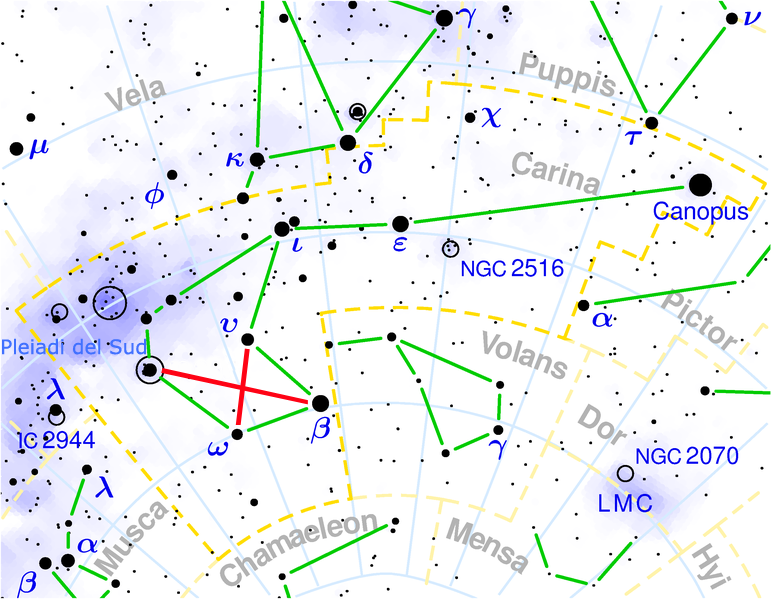
„Diamentowy Krzyż”

Omega Carinae należy do asteryzmu „Diamentowego Krzyża”, leżącego na niebie niedaleko Krzyża Południa; asteryzm ten ma kształt bliższy równoległoboku. Oprócz ω Car tworzą go inne gwiazdy konstelacji Kila: Miaplacidus, υ Car i θ Car. Około 5800 roku naszej ery na skutek precesji Omega Carinae znajdzie się w odległości kątowej mniejszej niż 1° od południowego bieguna niebieskiego i będzie pełniła rolę południowej Gwiazdy Polarnej.